# Trofeu Rigoberto Lamonica
El Trofeu Rigoberto Lamonica (en italià Trofeo Rigoberto Lamonica) és una competició ciclistaitaliana d'un sol dia que es disputa als voltants d'Osimo a la Província d'Ancona. Creada el 1988 està reservada a ciclistes sub-23 i també a amateurs.

## Palmarès
| Any  | Vencedor                | Segon               | Tercer                |
| ---- | ----------------------- | ------------------- | --------------------- |
| 1988 | Mario Austero           |                     |                       |
| 1989 | Fabio Laghi             |                     |                       |
| 1990 | Giuseppe Guerini        |                     |                       |
| 1991 | Roberto Petito          |                     |                       |
| 1992 | Maurizio Nuzzi          |                     |                       |
| 1993 | Filippo Simeoni         |                     |                       |
| 1994 | Massimiliano Gentili    |                     |                       |
| 1995 | Marco Vergnani          |                     |                       |
| 1996 | Maurizio Frizzo         |                     |                       |
| 1997 | Mauro Sandroni          |                     |                       |
| 1998 | Paolo Bossoni           |                     |                       |
| 1999 | Giorgio Felizani        |                     |                       |
| 2000 | Gianluca Fanfoni        |                     |                       |
| 2001 | Yaroslav Popovych       | Claudio Bartoli     | Luis Felipe Laverde   |
| 2002 | Aleksandr Bajenov       |                     |                       |
| 2003 | Michele Scotto D'Abusco |                     |                       |
| 2004 | Vladímir Iefimkin       |                     |                       |
| 2005 | Adriano Angeloni        | Donato Cannone      | Luca Capodaglio       |
| 2006 | no disputada            |                     |                       |
| 2007 | Stefano Usai            | Fabio Terrenzio     | Oleksandr Surutkovych |
| 2008 | Alan Marangoni          | Paolo Ciavatta      | Julián Arredondo      |
| 2009 | Davide Mucelli          | Matteo Rabottini    | Giuseppe Rufo         |
| 2010 | Antonio Parrinello      | Angelo Gargaro      | Fabrizio Venezia      |
| 2011 | Donato De Ieso          | Salvatore Puccio    | Julián Arredondo      |
| 2012 | Patrick Facchini        | Alessio Taliani     | Alessio Marchetti     |
| 2013 | Paolo Colonna           | Alessio Mischianti  | Alessio Taliani       |
| 2014 | Giulio Ciccone          | Devid Tintori       | Luca Sterbini         |
| 2015 | Pierpaolo Ficara        | Marco Bernardinetti | Maxim Rusnac          |
| 2016 | Filippo Zaccanti        | Stepan Kurianov     | Jacopo Billi          |